# 桂黔吊石苣苔
桂黔吊石苣苔（学名：Lysionotus aeschynanthoides），为苦苣苔科吊石苣苔属下的一个植物种。